# Harold Pressley
Harold Pressley (Bronx, 14 luglio 1963) è un ex cestista e allenatore di pallacanestro statunitense, professionista nella NBA.

## Carriera
È stato selezionato dai Sacramento Kings al primo giro del Draft NBA 1986 (17ª scelta assoluta).

## Statistiche

### College
| Anno      | Squadra            | PG  | PT | MP   | TC%  | 3P% | TL%  | RP   | AP  | PRP | SP  | PP   |
| --------- | ------------------ | --- | -- | ---- | ---- | --- | ---- | ---- | --- | --- | --- | ---- |
| 1982-1983 | Villanova Wildcats | 32  | -  | 21,3 | 38,8 | -   | 45,8 | 4,5  | 1,6 | 0,7 | 0,3 | 4,5  |
| 1983-1984 | Villanova Wildcats | 31  | -  | 36,3 | 51,5 | -   | 66,1 | 7,1  | 2,4 | 1,9 | 1,2 | 12,6 |
| 1984-1985 | Villanova Wildcats | 35  | -  | 34,0 | 48,8 | -   | 64,4 | 7,9  | 2,5 | 1,5 | 0,7 | 12,0 |
| 1985-1986 | Villanova Wildcats | 37  | -  | 34,8 | 50,7 | -   | 76,8 | 10,1 | 2,4 | 2,2 | 2,2 | 16,8 |
| Carriera  | Carriera           | 135 | -  | 31,7 | 48,8 | -   | 69,5 | 7,5  | 2,2 | 1,6 | 1,1 | 11,6 |

### NBA

#### Regular Season
| Anno      | Squadra          | PG  | PT  | MP   | TC%  | 3P%  | TL%  | RP  | AP  | PRP | SP  | PP   |
| --------- | ---------------- | --- | --- | ---- | ---- | ---- | ---- | --- | --- | --- | --- | ---- |
| 1986-1987 | Sacramento Kings | 67  | 23  | 13,6 | 42,3 | 25,0 | 72,9 | 2,6 | 1,8 | 0,6 | 0,3 | 4,6  |
| 1987-1988 | Sacramento Kings | 80  | 49  | 25,4 | 45,3 | 32,7 | 79,2 | 4,6 | 2,3 | 1,1 | 0,7 | 9,7  |
| 1988-1989 | Sacramento Kings | 80  | 36  | 28,2 | 43,9 | 40,3 | 78,0 | 6,1 | 2,2 | 1,2 | 1,0 | 12,3 |
| 1989-1990 | Sacramento Kings | 72  | 10  | 22,3 | 42,4 | 31,1 | 78,0 | 4,3 | 2,1 | 0,8 | 0,5 | 8,8  |
| Carriera  | Carriera         | 299 | 118 | 22,7 | 43,7 | 35,8 | 77,8 | 4,5 | 2,1 | 0,9 | 0,6 | 9,0  |

## Palmarès

### Giocatore

#### Squadra
- Campione NCAA (1985)
- Campionato spagnolo: 2

Joventut Badalona: 1990-91, 1991-92
- Copa Príncipe de Asturias: 1

Joventut Badalona: 1991
- Liga catalana: 3

Joventut Badalona: 1990, 1991, 1992

#### Individuale
- McDonald's All-American Game (1982)